# 縱條長筒金花蟲
縱條長筒金花蟲（学名：Cryptocephalus kanoi）为金花蟲科筒金花蟲屬下的一个种。